# Goshen (Kentucky)
Goshen es una ciudad ubicada en el condado de Oldham en el estado estadounidense de Kentucky. En el Censo de 2010 tenía una población de 909 habitantes y una densidad poblacional de 1.754,83 personas por km².

## Geografía
Goshen se encuentra ubicada en las coordenadas 38°24′12″N 85°35′1″O / 38.40333, -85.58361. Según la Oficina del Censo de los Estados Unidos, Goshen tiene una superficie total de 0.52 km², de la cual 0.51 km² corresponden a tierra firme y (1.5%) 0.01 km² es agua.

## Demografía
Según el censo de 2010, había 909 personas residiendo en Goshen. La densidad de población era de 1.754,83 hab./km². De los 909 habitantes, Goshen estaba compuesto por el 95.05% blancos, el 2.42% eran afroamericanos, el 0% eran amerindios, el 0.77% eran asiáticos, el 0.22% eran isleños del Pacífico, el 0.99% eran de otras razas y el 0.55% pertenecían a dos o más razas. Del total de la población el 3.41% eran hispanos o latinos de cualquier raza.